# Allen Toussaint

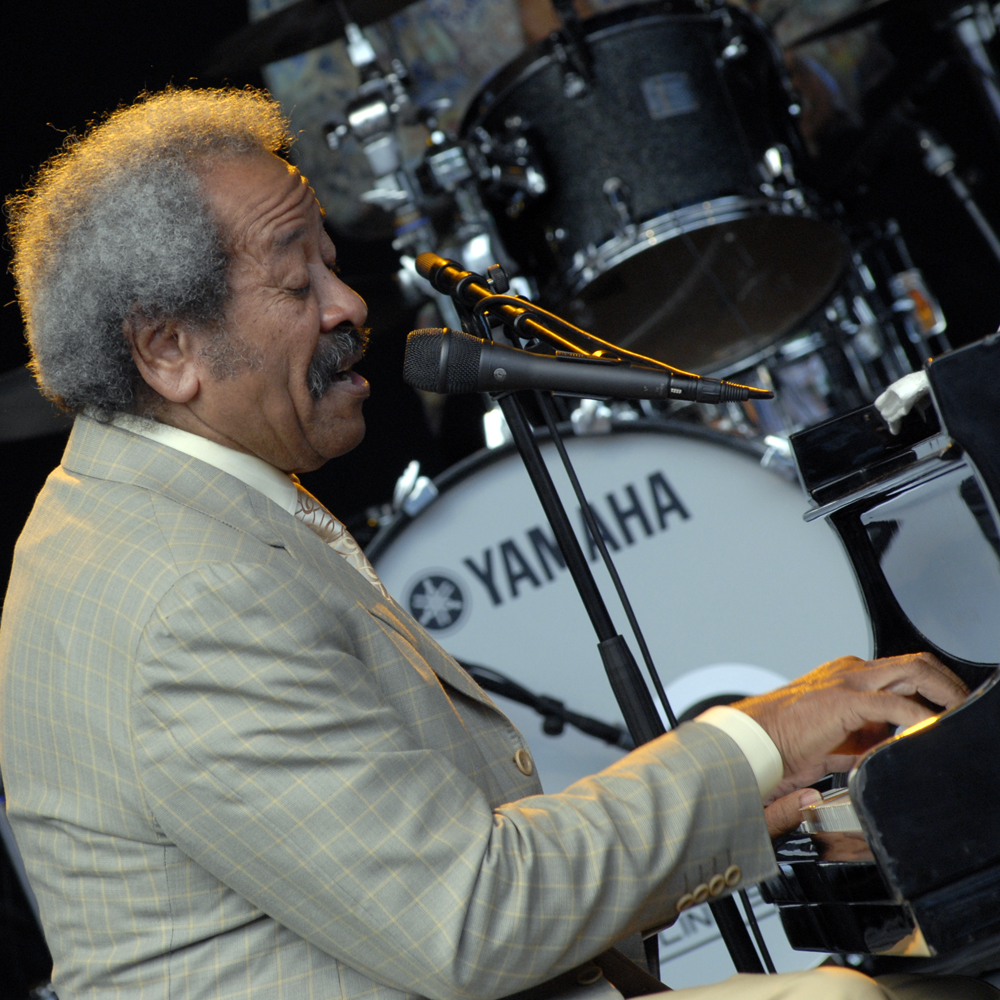
Allen Toussaint på scen i Stockholm 2009.

Allen Toussaint, född 14 januari 1938 i New Orleans, Louisiana, död 10 november 2015 i Madrid, Spanien, var en amerikansk pianist, låtskrivare och musikproducent och en av de inflytelserikaste personerna inom New Orleans rhythm and blues-scen. 
Under Toussaints uppväxt var Professor Longhair (1918 - 1980) en idol och hans pianofraser hörs ofta i Toussaints pianospel [P. Oldaeus].
Under 1960- och 1970-talen skrev han flera hits för artister som Lee Dorsey, Irma Thomas, Willie West (som sjöng titelspåret i filmen Black Samson), Robert Palmer, The Meters och Solomon Burke. 
Toussaint producerade även musik för Dr. John, Labelle och The Neville Brothers.
I hemstaden uttalas Toussaint med betoning på de första tre bokstäverna: TOU...[P.O.]
Allen Toussaint invaldes i Rock and Roll Hall of Fame år 1998.

## Diskografi
- 1958 – The Wild Sound of New Orleans
- 1970 – From a Whisper to a Scream
- 1971 – Allen Toussaint
- 1972 – Life, Love and Faith
- 1975 – Southern Nights
- 1978 – Motion
- 1995 – Mr. New Orleans
- 1996 – Connected
- 1997 – A New Orleans Christmas